# 265 Dywizja Piechoty (III Rzesza)
265 Dywizja Piechoty (niem. 265. Infanterie-Division) –niemiecka dywizja z czasów II wojny światowej, sformowana na poligonie Bergen na mocy rozkazu z 20 maja 1943 roku, poza falą mobilizacyjną w XI Okręgu Wojskowym.

## Struktura organizacyjna
- Struktura organizacyjna w maju 1943 roku:

894., 895. i 896. pułk grenadierów, 265. pułk artylerii, 265. batalion pionierów, 265. oddział łączności;

## Dowódcy dywizji
- Generalleutnant Walther Düvert 1 VI 1943 – 27 VIII 1944;
- Generalleutnant Hans Junck 27 VII 1944 – 2 X 1944;